# 卡盧特勒區
卡盧特勒區是斯里蘭卡西部省的一個區。面積1,606平方公里。2001年人口1,066,239人。首府卡盧特勒。